# Agostino da Siena
Agostino da Siena ou Agostino e Agnolo (ou Angelo) da Siena, foram dois arquitetos e escultores italianos da primeira metade do século XIV.
Alguns comentadores negam que eles fossem irmãos. Sabe-se com certeza que estudaram com o mestre Giovanni Pisano, e em 1317 foram conjuntamente nomeados arquitetos de sua cidade natal, na qual eles desenharam a Porto Romana, igreja e convento de São Francisco de Assis, dentre outras construções. Por recomendação do célebre arquiteto Giotto di Bondone, que os considerava como os melhores escultores de sua época, eles fizeram em 1330 a tumba do Bispo Guido Tarlati na catedral de Arezzo, a qual Giotto havia projetado. A tumba foi considerada uma das melhores obras de arte do século XIV, mas infelizmente foi destruída pelos franceses, sob o comando do Duque de Anjou.